# Targo Commercial Finance
Targo Commercial Finance (ehemals Heller Bank, bzw. GE Commercial Finance) ist ein Unternehmensbereich der Targobank, welche wiederum zu der französischen Genossenschaftsbank Crédit Mutuel gehört. Targo Commercial Finance bietet vor allem Factoring- und Leasing-Lösungen von ihrem Standort in Mainz an.

## Hintergrund
Die Geschichte der ehemaligen Heller Bank geht auf Walter E. Heller, Sohn eines Hamburger Emigranten, zurück ins Jahr 1919. Gründungsort war Chicago/Illinois.
Die kommerzielle Finanzierungsgesellschaft Walter E. Heller & Co. wurde etwa zehn Jahre später weltweit führend im Factoring mit mittelständischen Kunden, überwiegend aus der Möbel- und Textilindustrie. Als einer der Pioniere für Factoring in Deutschland startete das Unternehmen als Heller Factoring Bank in Mainz bereits im Jahr 1964.
Zwanzig Jahre später übernahm die Fuji Bank die amerikanische Muttergesellschaft. Im Jahr 1990 erwarb die damalige niederländische Bank NMB, ein Vorgängerinstitut der heutigen ING Groep, einen 50-%-Anteil an der deutschen Tochter, die anschließend in die NMB Heller Holding integriert wurde. Im Jahr 2001 übernahm die GE Corporate Financial Services der GE Commercial Finance, ein Finanzdienstleistungsbereich des Großkonzerns General Electric, die amerikanische Muttergesellschaft Heller Financial von Fuji. Durch Übernahme der verbleibenden 50 % Anteile der deutschen Tochter von ING im Jahr 2005 wurde das Unternehmen schließlich zu einer hundertprozentigen Tochtergesellschaft.
Im Jahr 2007 erwarb GE Capital die Leasinggesellschaften Diskont und Kredit AG, Disko Leasing GmbH (DISKO) und ASL Auto Service-Leasing GmbH (ASL) von der KGAL. Die Unternehmen Diskont und Kredit und Disko Leasing wurden mit GE Equipment Finance integriert, ASL mit GE Fleet Services zusammengeführt. Seit Oktober 2008 firmiert die Heller Bank zusammen mit der Diskont und Kredit in Deutschland als GE Capital Bank.
Im Juli 2010 übernahm GE Capital zusätzlich das deutsche Factoringgeschäft der Royal Bank of Scotland (RBS) mit der RBS Factoring GmbH.
Ab Juli 2010 bot die Bank Privatkunden unter der Marke GE Capital Direkt auch Tagesgeldkonten an. Die Capital Bank stellte die Werbekampagne für das Tagesgeldkonto GE Capital Direkt jedoch ab dem 7. August 2010 aufgrund des unerwartet großen Erfolges und der damit verbundenen zahlreichen Kontoanträge zunächst ein.
Im August 2016 wurde das unter dem Namen GE Commercial Finance firmierende Leasing und Factoringgeschäft der deutschen GE Capital durch Crédit Mutuel übernommen und operiert seitdem unter dem Namen Targo Commercial Finance.
2018 wurde die Targo Commercial Finance AG auf die Targobank AG, Düsseldorf verschmolzen.